# Richard Alley

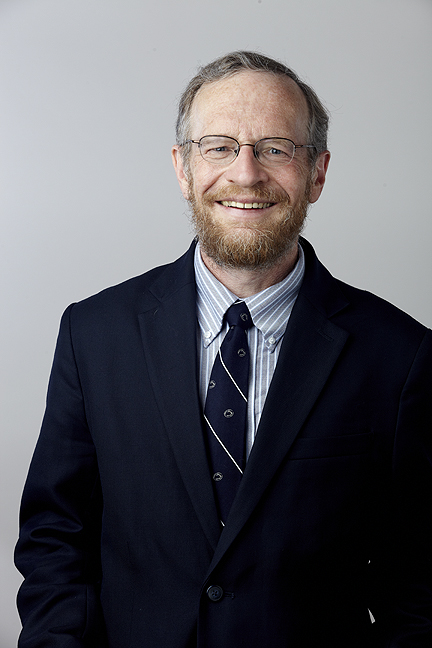
Richard Alley (2014)

Richard B. Alley (* 18. August 1957 in Ohio) ist ein US-amerikanischer Geologe und Professor für Geowissenschaften an der Pennsylvania State University. Er ist Autor von über 200 wissenschaftlichen Publikationen über den Zusammenhang zwischen der Kryosphäre und globalen Klimawandel-Ereignissen. Beim Institute for Scientific Information gilt er als oft zitierter Autor.

## Leben
Richard Alley erhielt seinen BSc in Geologie und Mineralogie 1980 und seinen Master of Sciences 1983 von der Geologischen Fakultät der Ohio State University. Seinen Ph.D. machte er im Jahr 1987 an der Geologischen Fakultät der University of Wisconsin–Madison. Nach einer kurzen Zeit als Post-Doktorand wurde er an die Pennsylvania State University berufen, wo er im Jahr 2000 Evan Pugh Professor of Geosciences wurde.

## Wirken
Alley hat viele wissenschaftliche Aufsätze unter anderem auch in den Journalen Nature und Science veröffentlicht. Er lieferte Belege dazu, dass in der Erdgeschichte große und abrupte Klimawandel stattgefunden haben und trug zum Verständnis der Mechanismen bei, die dies verursacht hatten. Er saß dem National Research Council über abrupte Klimawandel vor, das im Jahr 2002 das Buch mit dem Titel Abrupt Climate Change: Inevitable Surprises (deutsch: „Abrupte Klimawandel, unausweichliche Überraschungen“) herausgab.
Richard Alley gehört seit dem Jahr 1992 zu den Autoren des IPCC. Er hat am zweiten und dritten Sachstandsbericht mitgewirkt und war einer der Hauptautoren des vierten Kapitels des vierten Sachstandsberichts mit dem Titel „Beobachtungen: Veränderungen der Schnee- und Eisdecke und des gefrorenen Bodens.“
Richard B. Alley war oder ist in folgenden Gremien:
- Abrupt Climate Change Panel der National Academy of Sciences
- Polar Research Board der National Academy of Sciences;
- Paleoceanography and Paleoclimatology Panel der American Geophysical Union
- International Commission on Snow and Ice Working Group über die Physik von Eisbohrkernen
- Earth System History Advisory Committee der National Science Foundation;
- The West Antarctic Ice Sheet Project Executive Committee
- WAISCORES West Antarctic Ice Sheet Coring Executive Committee
- Ice Core Working Group
- West Antarctic Ice Sheet and West Antarctic Ice Cores Projects
- NOAA Abrupt Climate Change Panel
- Polar Research Board

Daneben gehört er zu den Herausgebern des Journals Quaternary Research and Geology.

## Auszeichnungen
Richard Alley wurde im Jahr 1996 der Hydrologic Sciences Award der American Geophysical Union überreicht. Im Jahr 2005 wurde er mit der Seligman Crystal der International Glaciological Society für seine wertvollen Beiträge zum Verständnis der Stabilität der Eisschilde und Gletscher der Antarktis und Grönlands sowie der Erosion und Sedimentation durch dieses sich bewegende Eis geehrt. Er war im Jahr 2005 daneben der erste, der die Louis Agassiz Medal der European Geosciences Union für seine „herausragenden und anhaltenden Beiträge zur Glaziologie und für seine effektive Kommunikation wichtiger wissenschaftlicher Probleme in der Öffentlichkeit“ erhielt. Im Jahr 2007 wurde er Fellow der American Association for the Advancement of Science. Im selben Jahr wurde er mit der Roger Revelle Medal der American Geophysical Union geehrt, im Jahr 2009 erhielt er den Tyler Prize for Environmental Achievement. 2010 wurde er in die American Academy of Arts and Sciences gewählt und 2011 erhielt er den Heinz Award. 2014 wurde er mit dem BBVA Foundation Frontiers of Knowledge Award und dem Arthur-L.-Day-Preis der National Academy of Sciences ausgezeichnet, deren Mitglied er seit 2008 ist, und in die Royal Society gewählt. Im Jahr 2016 erhielt er den Climate Communication Prize. Für 2017 wurde ihm die Wollaston-Medaille zugesprochen. 2025 wurde er mit der National Medal of Science ausgezeichnet.

## Werke
- EARTH: The Operators’ Manual. W. W. Norton & Company, 2011, ISBN 978-0-393-08109-1 (englisch).
- The Two-Mile Time Machine: Ice Cores, Abrupt Climate Change, and Our Future. Princeton University Press, 2002, ISBN 978-0-691-10296-2 (englisch).
- mit Robert Bindschadler (Hrsg.): The West Antarctic Ice Sheet: Behavior and Environment (Antarctic Research Series). American Geophysical Union, 2000, ISBN 978-0-87590-957-8 (englisch).
- Rocking the parks: Geological stories of the national parks. Kendall/Hunt Pub. Co, 1999, ISBN 978-0-7872-5706-4 (englisch).